# Crassabwa
Crassabwa is een geslacht van haften (Ephemeroptera) uit de familie Baetidae.

## Soorten
Het geslacht Crassabwa omvat de volgende soorten:
- Crassabwa badia
- Crassabwa flava
- Crassabwa loweae
- Crassabwa vitrea